# Lawrie Sanchez
Lawrie Sanchez (Reading, 22 ottobre 1959) è un allenatore di calcio ed ex calciatore nordirlandese, di ruolo  centrocampista.

## Carriera
È ricordato soprattutto per aver segnato il gol vittoria nella finale di FA Cup 1987-1988 per il Wimbledon FC, ai danni del favorito Liverpool.

## Palmarès

### Giocatore

#### Competizioni nazionali
- Coppa d'Inghilterra: 1

Wimbledon: 1987-1988
- Campionato inglese di quarta divisione: 1

Reading: 1978-1979

### Allenatore

#### Competizioni nazionali
- Coppa d'Irlanda: 1

Sligo Rovers: 1994